# Гаплогруппа X (мтДНК)
Гаплогруппа X (в популяционной генетике) — гаплогруппа митохондриальной ДНК человека.

## Происхождение
Происходит от гаплогруппы N. В свою очередь, около 30 тыс. лет назад распалась на подгруппы X1 и X2. Время коалесценции гаплогруппы X оценивается в 27400± 2900 лет до настоящего времени, субклады Х2 — 21600 ± 4000 лет до настоящего времени. Время коалесценции для субклад X2e и X2f оценивается в 12000 ± 4000 и 10800 ± 5000 лет до настоящего времени соответственно.

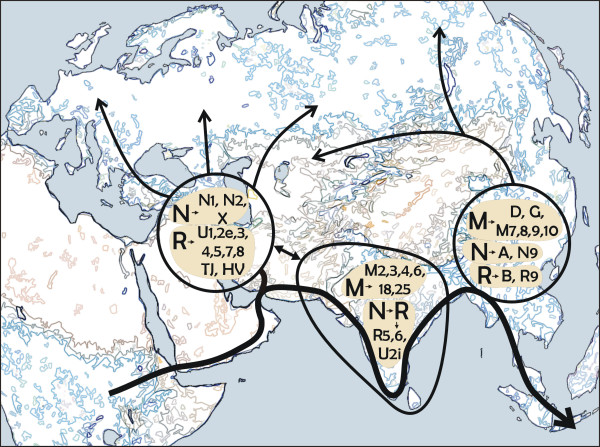
Карта возможных человеческих миграций на основе данных по мтДНК

## Палеогенетика
- X2a определили у кенневикского человека, жившего в Америке 9300 лет назад[2].
- X2b определили у представителя неолита Греции (Revenia), жившего 8,4—8,3 тыс. лет назад[3].
- X2b определили у жертвы резни 6200-летней давности в Поточани[хорв.] женщины I10297 (Хорватия)[4].
- X2 определили у представителя иранского неолита из Ганджи-Даре[5]
- X2c и X1 определили у представителей культуры кардиальной керамики[6].
- X2b1’2'3’4'5’6 определили у представителя группы Зальцмюнде (en:Salzmünde group) культуры воронковидных кубков[7].
- X, X2b определили у представителей культуры линейно-ленточной керамики[8].
- X2f определили у представителя куро-аракской культуры[5].
- X2b определили у представителя культуры воронковидных кубков poz630/gr. 21, ind. 1 (3700—3300 лет до н. э.) из Ilża - Chwałowski Trakt 21 в Польше. W1 определили у образцов poz377/gr. 10 (3300—3100 лет до н. э.), poz465/gr. 13, ind. 5 (3495—3027 лет до н. э.), poz471/gr. 13, ind. 12 (3500—2900 лет до н. э.)[9]
- X1'2'3 определили у образца IV3002.A0101 из Ставропольского края (Ipatovo 3, 5206,5 л. н., Steppe Maykop outlier)[10].
- X2f определили у представителя новосвободненского этапа майкопской культуры I6266	 (5200 л. н.) из урочища Клады в Адыгее[10].
- X2b4 определили у представителя культуры Злота poz733/ind.2 (2900—2500 лет до н. э.) из Stary Garbów 3 в Польше[9].
- X2b определили у представительницы культуры колоколовидных кубков из Богемии VLI026 (Vliněves_4464/H244, 2400 лет до н. э.)[11].
- X2i определили у образца KDC001.A0101 с Северного Кавказа (Kudachurt, 3823,5 л. н., средний бронзовый век)[10].
- Гаплогруппа X обнаружена у представителей ранней бронзы из долины Леха (юг Германии), живших ок. 3 тыс. лет назад[12].
- X2b определена у образца из Monte Sirai на Сардинии (конец V века до нашей эры)[13].
- X4 определили у образца MJ-35 из Харьковской области (Kup'evaha, 751-408 лет до н. э., Y-хромосомная гаплогруппа Q-L332)[14]
- X2i+@225 определили у образца железного века Узбекистана L8002 (кушанский период, 2100—1500 л. н.), X2 — у образца L5140[15].
- Гаплогруппа X обнаружена у мумий из египетского Абусира[16].
- X2c определили у одного из викингов с языческого захоронения Галгедил (Galgedil) на датском острове Фюн (700—1100 гг. н. э.)[17].
- Вождь племени беотуков Ноносабасут (начало XIX века) был обладателем субклады X2a[18].
- X2m'n определили у двух славянских образцов (женщина и ребёнок), похороненных в соответствии с обычаем аваров — Av1 (ок. 580—589 гг.) и Av2 (ок. 592—595 гг.) в Соладе[венг.] на южном берегу озера Балатон (Венгрия)[19].
- X2e определили у образца 531 из захоронения хазарской элиты[20].
- X2 определили у образца с кладбища первых венгров Карош III (grave no. 11)[21].
- X2f* определили у образца PLEper200 из Карпатского бассейна (X—XI вв.)[22][23].
- X2 определили у средневекового образца (X—XIV века) из польского Калдуса[англ.] (гмина Хелмно)[24]

## Распространение
В целом гаплогруппа X составляет около 2 % населения Европы, Ближнего Востока и Северной Африки. Подгруппа X1 довольно редка, представлена лишь в Северной и Восточной Африке, а также на Ближнем Востоке. Подгруппа X2 распространилась на значительную территорию вскоре после последнего оледенения, около 21 тыс. лет назад. Эта подгруппа сильнее представлена на Ближнем Востоке, на Кавказе и в Южной Европе, в меньшей степени в остальных странах Европы. Особенно высокая концентрация обнаружена в Грузии (8 %), на Оркнейских островах (Шотландия) (7 %) и среди израильских друзов (25 %), в последнем случае, видимо, благодаря эффекту основателя.

### Северная и Южная Америка
Гаплогруппа X — одна из 5 митохондриальных гаплогрупп, представленных среди коренного населения Америки. Хотя она составляет всего 3 % от современного индейского населения, это весьма значительная по распространению гаплогруппа на севере Северной Америки, причём среди алгонкинов X2a составляет до 25 % мтДНК. Также, в меньшем количестве, она представлена на западе и юге Северной Америки — среди сиу (15 %), нуу-чах-нулт (11 %-13 %), навахо (7 %) и якама (5 %).
В отличие от четырёх основных мтДНК-гаплогрупп индейцев — (A, B, C и D), гаплогруппа X не связана с Восточной Азией. В основном случаи X в Азии обнаружены в Алтайских горах на юге Сибири, при этом алтайские генетические наборы почти идентичны (субгаплогруппа X2e), откуда можно предположить, что они прибыли на Алтай с Южного Кавказа 5000 лет назад или даже позднее.
Два варианта гаплогруппы X2 были обнаружены к востоку от Алтая среди эвенков Центральной Сибири. Эти два варианта относятся к субкладам X2* и X2b. Непонятно, представляют ли они собой остатки древней миграции X2 через Сибирь или же результат недавней миграции.
Относительная редкость гаплогруппы X2 в Азии заставила пересмотреть прежние модели заселения Америки. С другой стороны, субклада Нового Света X2a так же сильно отличается от субклад Старого Света X2b, X2c, X2d, X2e и X2f, как они отличаются друг от друга, что свидетельствует о раннем её происхождении и распространении предположительно с территории Ближнего Востока.
Согласно солютрейской гипотезе, гаплогруппа X достигла Северной Америки вместе с волной миграции из Европы около 20 тыс. лет назад представителей солютрейской культуры, существовавшей в эпоху палеолита на юго-западе Франции и Испании, прибывших на лодках вдоль южной оконечности Арктического ледника, но эта гипотеза не была поддержана генетиками, исследовавшими 86 полных митохондриальных геномов, и пришедшими к выводу, что носители всех индейских гаплогрупп, в том числе гаплогруппы X, являются частью одной учредительной популяции, пришедшей из Азии.

## Популярная культура
В своей популярной книге «Семь дочерей Евы» Брайан Сайкс дал этой гаплогруппе имя «Ксения».

### Общие сведения
- Ian Logan’s Mitochondrial DNA Site
- PhyloTree.org - mtDNA tree Build 17 (18 Feb 2016): subtree X
- X YFull MTree 1.02.00 (under construction)

### Гаплогруппа X
- - Carolyn Benson’s [www.familytreedna.com/public/x/ X mtDNA Project] at Family Tree DNA
  - Spread of Haplogroup X, from National Geographic